# Ernest Larner
Ernest Larner (Ernest Edward Larner; * 25. Juni 1880 in Hammersmith; † 21. Juni 1963 in Amersham) war ein britischer Geher.
Bei den Olympischen Spielen 1908 in London wurde er Fünfter im 10-Meilen-Gehen (das sein Bruder George Larner gewann) und schied im 3500-Meter-Gehen in der Vorrunde aus.